# Prince Far I
Prince Far I, właśc. Michael James Williams (ur. 1944(?) w Spanish Town, zm. 15 września 1983 w Kingston) – jamajski wokalista reggae.
Urodził się w Spanish Town, w miejscu, w którym mieściła się w XVII w. historyczna stolica wyspy. W młodości pracował jako ochroniarz w studiu Joe Gibbsa. Karierę muzyczną rozpoczął pod pseudonimem DJ King Cry Cry w sound systemie The Musical Dragon. Debiutował w 1969 singlem Great Wooga Booga, wyprodukowanym przez Bunny’ego Lee, wkrótce potem przybrał pseudonim Prince Far I. W 1975 nakładem niewielkiej firmy Carib Gems ukazał się jego debiutancki album Psalms for I, zawierający charakterystyczne i nietypowe dla reggae ciężkie i wolne melodeklamacje na tle mocno dubowych podkładów. Współpraca z młodym szefem Carib Gems, Adrianem Sherwoodem, zaowocowała później wieloma projektami, a także powstaniem znanego angielskiego studia On-U Sound. 15 września 1983, dzień po nagraniu ścieżek wokalnych do płyty Umkhonto We Sizwe, Prince Far I został zamordowany w swoim domu w Kingston przez nieznanych sprawców.

## Dyskografia
- Psalms For I 1975
- Under Heavy Manners 1976
- Message From The King 1978
- Long Life 1978
- Cry Tuff Dub Encounter 1978
- Cry Tuff Dub Encounter Part 2 1979
- Free From Sin 1979
- Dub To Africa 1979
- Cry Tuff Dub Encounter Chapter 3 1980
- Showcase In A Suitcase 1980
- Livity 1981
- Voice Of Thunder 1981
- Cry Tuff Dub Encounter Chapter 4 1981
- Musical History 1983
- Spear Of The Nation 1984
- Umkhonto We Sizwe – Spear Of The Nation 1983
- Wadada Magic 1983